# Успенский, Эдуард Николаевич
Эдуа́рд Никола́евич Успе́нский (22 декабря 1937, Егорьевск, Московская область, СССР — 14 августа 2018, Пучково, поселение Первомайское, Троицкий административный округ, Москва, Россия) — советский и российский детский писатель, драматург, сценарист, телеведущий.
Среди наиболее известных персонажей, созданных Эдуардом Успенским, можно выделить следующих: крокодил Гена, Чебурашка, Дядя Фёдор, пёс Шарик, кот Матроскин, почтальон Печкин, трактор Тр-тр Митя, братья Колобки, гарантийные человечки и др.

## Биография
Эдуард Успенский родился 22 декабря 1937 года в г. Егорьевске Московской области.
Получив образование в Московском авиационном институте (МАИ) и став инженером, он зарабатывал на жизнь тем, что писал и делал сценарии мультфильмов.
В дополнение к детским книгам Успенский писал стихи и театральные сценки из цикла о Чебурашке, «Крокодил Гена и его друзья».
Но Эдуард Успенский начинал как взрослый эстрадный автор совместно с Феликсом Камовым. В 1965 году по предложению артистов А. Лившица и А. Левенбука они стали сотрудничать с профессиональной эстрадой. Писали интермедии, юморески, стихотворные фельетоны. Хотя авторы нередко использовали обычные эстрадные темы, производственные и бытовые, но одаренность, вкус, умение найти свой взгляд на предмет, своеобразные решения делали их репертуар не только интересным для эстрады, но и самоценными литературными произведениями. Авторы пародийно использовали форму притчи («Небесная канцелярия»), сказочно-пародийную форму («Тридесятая столовая». «Пойди туда — не знаю куда», «Видимо-невидимо»). Произведения Камова и Успенского составили значительную часть сольной программы Лившица и Левенбука «Пиф-паф, или Сатирические выстрелы по промахам». Юморески Камова и Успенского исполняли Б. Брунов. Р. Романов и др. Совместно писали для эстрады до конца 60-х гг.
Первая книга Успенского про Дядю Фёдора «Дядя Фёдор, пёс и кот» была опубликована в 1974 году. Главным героем был шестилетний мальчик, которого звали дядей Фёдором за то, что он был очень самостоятельным. После того, как родители запретили ему оставить в квартире говорящего бездомного кота Матроскина, дядя Фёдор ушёл из дома. Вместе с Матроскиным и псом Шариком они поселились в деревне Простоквашино. Найдя клад, они смогли купить трактор, ездящий на супе и картошке. По книге были сняты малоизвестный мультфильм «Дядя Фёдор, пёс и кот», а также три популярных мультипликационных фильма: «Трое из Простоквашино», «Каникулы в Простоквашино» и «Зима в Простоквашино».
Язык произведений Успенского — эклектическая стилевая смесь, лексически неоднородная и напоминающая язык массовой городской культуры. Юмор — эксцентричный, основанный на перевертыше, парадоксе, алогизме.
Являлся председателем жюри премии «Заветная мечта». Также в 1986 году был членом жюри в первых играх возрождённой Высшей лиги КВН.
Эдуард Успенский был одним из создателей передач «Спокойной ночи, малыши!», «АБВГДейка», «Радионяня», а также программы об авторской песне «В нашу гавань заходили корабли», которая в 2000 году была отмечена премией ТЭФИ.
В 2007—2008 годах входил в Высший Совет политической партии «Гражданская сила».
В 2010 году Успенскому была присуждена премия имени Корнея Чуковского, учреждённая для детских писателей, в главной номинации «За выдающиеся творческие достижения в отечественной детской литературе».

## Последние годы и смерть
В 2011 году Успенский победил рак желудка, после чего 5 лет чувствовал себя хорошо. В 2017 году у него обнаружили рак простаты, последний год передвигался на инвалидной коляске, лечился в Баден-Бадене, вернулся из Германии после четвёртого курса химиотерапии, 9 августа 2018 года потерял сознание, врачи предложили ему лечь в больницу, но он отказался и остался дома.
Эдуард Успенский скончался вечером во вторник, 14 августа 2018 года, на 81-м году жизни, в частном доме в деревне Пучково, входящей в Троицкий административный округ Москвы. Церемония прощания с писателем состоялась 18 августа 2018 года в Центральном доме литераторов в Москве. Похоронен на Троекуровском кладбище (уч. 21).
В день, когда столица прощалась с Эдуардом Успенским, на улицах в память о нём появились на электрощитовых экранах граффити с изображениями Чебурашки и крокодила Гены, а также персонажей цикла о Простоквашине. 

## Критика
Когда весной 2020 года Российская государственная детская библиотека объявила о проведении конкурса на логотип премии «Большая сказка» имени Эдуарда Успенского, его дочь Татьяна призвала не присваивать новой литературной премии имя её отца, заявив, что он не достоин такой чести, и выступила с открытым письмом. По словам дочери, её отец злоупотреблял алкоголем, применял к детям домашнее насилие, и несколько десятилетий материально поддерживал секту Виктора Столбуна, практиковавшего изуверские методики воспитания детей своих сторонников. При жизни Успенский лишил Татьяну наследства и упрекал дочь в жадности.

## Личная жизнь
Отец — Николай Михайлович Успенский (1903—1947), сотрудник аппарата ЦК ВКП(б).
Мать — Наталья Алексеевна Успенская (до замужества — Дзюрова, 1907—1982), инженер-машиностроитель.
Старший брат — Игорь Николаевич Успенский
Младший брат — Юрий Николаевич Успенский (?—2020).
Первая жена (1963—1980) — Римма (вместе учились в МАИ), прообраз старухи Шапокляк. 
- Дочь — Татьяна Эдуардовна Успенская (род. 1968), парикмахер, окончила Лесной институт по специальности «проектирование и дизайн участков»[11][23]. 
  - Внучка — Екатерина
  - Внук — Эдуард Успенский[23].

Вторая (1980—2003) и четвёртая жена (после 2011 года) — Елена Борисовна Успенская (род. 1960), окончила строительный институт, работала на телевидении, в отделе по эксплуатации здания, а Успенский работал в мультипликационной студии. Познакомились, когда ей было двадцать, ему сорок три года. После развода Успенский забрал к себе двенадцатилетнюю дочь Татьяну от первого брака.
- Приёмные дочери-двойняшки — Ирина и Светлана (род. 25 ноября 1991) — инвалиды из-за проблем с почками, учились на ветеринаров[11][24].

Третья жена (2005—2011) — Элеонора Николаевна Филина (род. 28 апреля 1962), ведущая телепрограммы «В нашу гавань заходили корабли» (1991—2011), журналист, музыкальный редактор, в прошлом учитель и детский психолог. Развелись в октябре 2011 года.

## Произведения
- Крокодил Гена и его друзья. — М., 1966, 1970
- Разноцветная семейка. — М., 1967
- Вот так школа. — М., 1968
- Крокодил Гена. — М., 1970
- Воздушные шары. — М., 1971
- Вниз по волшебной реке. — М., 1972
- Гололёд. — М., 1973
- Наследство Бахрама (1973)
- Дядя Фёдор, пёс и кот. — М., 1974
- Академик Иванов. — М., 1974
- Отпуск крокодила Гены (1974)
- Гарантийные человечки. — М., 1975
- Крокодил Гена. — Таллин, 1975
- Все в порядке. — М., 1976
- Повтори. — М., 1976
- Удивительное дело. — М., 1976
- Крокодил Гена. — М., 1977
- Крокодил Гена и другие сказки. — М., 1977
- Вниз по волшебной реке. — М., 1979
- Школа клоунов (1981)
- Гололёд. — М., 1982
- Если был бы я девчонкой. — М., 1983
- Каникулы в Простоквашино. — М., 1983
- Над нашей квартирой. — М., 1980, 1981, 1984
- Вера и Анфиса в поликлинике. — М., 1985
- Вера и Анфиса знакомятся. — М., 1985
- Клоун Иван Бултых (1987)
- Колобок идёт по следу. — М., 1987
- 25 профессий Маши Филипенко (1988)
- Про Сидорова Вову. — М., 1988
- Меховой интернат. — М., 1989
- Мудрец
- Красная рука, чёрная простыня, зелёные пальцы (1990)
- Дядя Фёдор, пёс и кот (диалоги по политическим вопросам) (1990)[28]
- Лекции профессора Чайникова (1991)
- Грамота: Книга для одного читающего и десяти неграмотных (1992)
- Бизнес Крокодила Гены (1992)
- Год хорошего ребёнка (1992) (соавтор Элс де Грун)
- Подводные береты (1993)
- Пластмассовый дедушка (1994)
- Тётя дяди Фёдора, или Побег из Простоквашино. — М.: Самовар, 1995
- Зима в Простоквашино (1997)
- Любимая девочка дяди Фёдора (1997)
- Новые порядки в Простоквашино (1997)
- Дядя Фёдор идёт в школу, или Нэнси из Интернета в Простоквашино (1999)
- Лжедмитрий Второй, настоящий (1999)
- Весна в Простоквашино (2001)
- Грибы для Чебурашки (2001)
- Крокодил Гена — лейтенант милиции (2001)
- Рассказы о Простоквашино: Печкин против Хватайки — Эдуард Успенский
- Похищение Чебурашки (2001)
- Праздники в деревне Простоквашино (2001)
- Неприятности в Простоквашино (2002)
- Случай со степанидом: рассказы (2002)
- Укус гадюки (2002)
- Клад из деревни Простоквашино (2004)
- Таинственный гость из космоса (2004)
- Дни рождения в Простоквашино (2005)
- Кислотный дождь в Простоквашино и другие весёлые истории (2005)
- Новая жизнь в Простоквашино (2007)
- Ошибка почтальона Печкина
- Чебурашка идёт в народ
- Иван — царский сын и Серый Волк
- Про Веру и Анфису
- Жаб Жабыч Сковородкин
- Сын Жаба Жабыча
- История с ястребом-перепелятником
- Следствие ведут Колобки
- Магнитный домик под Владимиром
- Хозяйственная собака на белорусском хуторе
- Происшествия в Простоквашино, или Изобретения почтальона Печкина
- Истории про девочку со странным именем (2009)
- Гарантийные человечки возвращаются (2011)
- История про Гевейчика, гуттаперчевого человечка (2011)
- Привидение из Простоквашино (2011)

### Пьесы
- Испанский сериал
- Дядя Фёдор, пёс и кот (1976)
- Гарантийные человечки (1979)
- Девочка-учительница (1983)
- Новый Год в Простоквашино
- Остров Учёных
- Отпуск Деда Мороза
- Про щучье веленье
- Пропажа белого слона
- Следствие ведут Колобки

## Фильмография

### Художественные фильмы
- 1982 — Там, на неведомых дорожках (по повести «Вниз по Волшебной реке»)
- 1991 — Год хорошего ребёнка (по мотивам одноимённой повести Э. Успенского и Элс де Грун)

### Сценарии мультипликационных фильмов
- 1969 — Антошка (Весёлая карусель, № 1)
- 1969 — Крокодил Гена
- 1971 — Чебурашка
- 1971 — Разгром (Весёлая карусель, № 3) (режиссёр В. Угаров, композитор Ш. Каллош, текст читают: А. Лившиц, А. Левенбук)
- 1971 — Рыжий, рыжий, конопатый (Весёлая карусель, № 3)
- 1972 — Неудачник (сценарий: Р. Качанова, Э. Успенского, режиссёр В. Голиков)
- 1974 — Шапокляк
- 1974 — Птичий рынок (режиссёр М. Новогрудская)
- 1975 — Картина. Ехал Ваня
- 1975 — Наследство волшебника Бахрама
- 1975 — День чудесный
- 1975 — Слоно-дило-сёнок (режиссёр Б. Ардов)
- 1975 — Дядя Фёдор, пёс и кот: Матроскин и Шарик (фильм первый)
- 1976 — Дядя Фёдор, пёс и кот: Митя и Мурка (фильм второй)
- 1976 — Дядя Фёдор, пёс и кот: Мама и папа (фильм третий)
- 1976 — Осьминожки
- 1978 — Трое из Простоквашино
- 1979 — Баба-яга против! (фильм первый)
- 1979 — Дядюшка Ау (фильм первый)
- 1979 — Ошибка дядюшки Ау (фильм второй)
- 1979 — Дядюшка Ау в городе (фильм третий)
- 1979 — Про холодильник, серых мышей и гарантийных человечков (режиссёр Л. Домнин)
- 1979 — Олимпийский характер
- 1980 — Баба-яга против! (фильм второй)
- 1980 — Баба-яга против! (фильм третий)
- 1980 — Каникулы в Простоквашино
- 1980 — Клякса
- 1980 — Гребля на каноэ (из серии микрофильмов о видах спорта к Олимпиаде-80) (режиссёр Р. Страутмане)
- 1980 — Дзюдо (из серии микрофильмов о видах спорта к Олимпиаде-80) (режиссёр Ю. Бутырин)
- 1980 — Конный спорт (из серии микрофильмов о видах спорта к Олимпиаде-80) (режиссёр Ю. Бутырин)
- 1980 — Спортивная гимнастика (из серии микрофильмов о видах спорта к Олимпиаде-80) (режиссёр Б. Акулиничев)
- 1980 — Спортивная ходьба (из серии микрофильмов о видах спорта к Олимпиаде-80) (режиссёр О. Чуркин)
- 1980 — Хоккей на траве (из серии микрофильмов о видах спорта к Олимпиаде-80) (режиссёр О. Чуркин)
- 1981 — Пластилиновая ворона
- 1981 — Ивашка из дворца пионеров
- 1982 — Телеглаз (заставка к циклу передач об экономии) (режиссёр А. Татарский)
- 1983 — Чебурашка идёт в школу
- 1983 — Следствие ведут Колобки (фильм первый) (режиссёр Аида Зябликова)
- 1983 — Следствие ведут Колобки (фильм второй) (режиссёр Аида Зябликова)
- 1983 — Новогодняя песенка Деда Мороза
- 1984 — Зима в Простоквашино
- 1985 — Полезные советы профессора Чайникова:
  - Советы профессора Чайникова (режиссёр Р. Страутмане)
  - Как важно беречь тепло (режиссёр Р. Страутмане)
  - Как передвинуть шкаф (режиссёр Р. Страутмане)
- 1985 — Про Сидорова Вову
- 1986 — Академик Иванов
- 1986 — Про Веру и Анфису
- 1986 — Следствие ведут Колобки (фильм первый, второй) (режиссёры: И. Ковалёв, А. Татарский)
- 1987 — Следствие ведут Колобки (фильм третий, четвёртый) (режиссёры: И. Ковалёв, А. Татарский)
- 1987 — Про Веру и Анфису: Вера и Анфиса тушат пожар
- 1988 — Про Веру и Анфису: Вера и Анфиса на уроке в школе
- 1988 — Загадка (Весёлая карусель, № 19)
- 1989 — Сегодня в нашем городе
- 1989 — Счастливый старт 1 (фильм о дельфинах)
- 1989 — Счастливый старт 3 (фильм о дельфинах)
- 1989 — Озеро на дне моря (фильм о дельфинах)
- 1989 — Мико — сын Павловой (режиссёр Е. Пророкова) (фильм о дельфинах)
- 1989 — Надводная часть айсберга (фильм о дельфинах) (режиссёр А. Горленко, композиторы: Т. Хайэн, Э. Артемьев)
- 1989 — Секретная океанская помойка (фильм о дельфинах)
- 1990 — Счастливый старт 4 (фильм о дельфинах)
- 1991 — Подводные береты (полнометражный фильм о дельфинах)
- 2011 — Весна в Простоквашино
- 2013 — Чебурашка

## Телевидение
- «Спокойной ночи, малыши!», ведущий[29]
- 1997—2011 — «В нашу гавань заходили корабли», программа об авторских песнях, автор и ведущий (МТК[30], ТВ Столица, НТВ[31], ТВ-6[32], ТВС[33], Пятый канал[34]).
- 2001 — «Советы профессора Чайникова», телесериал для детей, автор[35] (режиссёр Олег Рясков, МНВК, ТВ-6)[36].

## Общественная позиция
В 2014 году в интервью телеканалу «Дождь» осудил российскую внешнюю политику относительно Украины и антиукраинскую пропаганду на центральных каналах:

«Телевидение убеждало россиян больше года в том, что в Украине действуют фашисты, Крым давно российский, поэтому мы его и забираем, а на Донбассе русскоязычное население подвергается различного рода репрессиям, там запрещают русский язык и так далее. Телевидение демонстрировало кадры, зрителей в этом убеждали: если не могли убедить мужа, убеждали жену… А русским людям трудно быть в одиночестве в коллективе, где все думают по-другому».

«Страна разделилась на 10 % умных и 90 % идиотов. Я считаю, что отношусь к тем 10 % умным, потому что вся эта история с Крымом — она безобразна».

Успенский известен тем, что много лет боролся за авторские права на своих персонажей. Он смог утвердить авторские права на Чебурашку и до своей смерти боролся с Юлианой Слащёвой за авторские права на персонажей мультфильма «Трое из Простоквашино», а также протестовал против съёмок продолжения этого мультфильма. Незадолго до смерти Успенский и «Союзмультфильм» подписали договор о правах на использование сценариев мультфильмов «Трое из Простоквашино», «Каникулы в Простоквашино», «Зима в Простоквашино» и всех остальных сценариев из всех книг, а также все права на них. Студия обязалась выплачивать писателю роялти.

## Награды и премии
- 1991 — премия и диплом им. А. Гайдара за повесть «Год хорошего ребёнка» писательнице Элес де Грун и писателю Эдуарду Успенскому.
- 1997 — премия журнала «Огонёк»
- 1997 — Орден «За заслуги перед Отечеством» IV степени[40]
- 2005 — золотая медаль Всемирной организации интеллектуальной собственности[41]
- 2009 — Гранд-премия «КиноВатсон»[42].
- 2010 — премия Правительства Российской Федерации в области культуры за книгу «Истории про девочку со странным именем»[43]
- 2010 — премия имени Корнея Чуковского в номинации «За выдающиеся творческие достижения в отечественной детской литературе»
- Лауреат Всесоюзного конкурса на лучшую детскую книгу
- 2015 — премия имени Льва Копелева за борьбу за мир и права человека.
- 2015 — национальная премия «Телегранд» за выдающийся вклад в создание детских телепрограмм и значительные заслуги в развитии анимационного кино.